# Europees kampioenschap basketbal vrouwen 1952
Het 3e Europees kampioenschap basketbal vrouwen vond plaats van 18 tot 25 mei 1952 in Sovjet-Unie. 12 nationale teams speelden in Moskou om de Europese titel.

## Voorronde
De 12 deelnemende landen zijn onderverdeeld in drie poules van vier landen. De nummers 1 van elke poule plaatsten zich voor de strijd om de medailles, de nummers 2 speelden om de vierde plaats, de nummers 3 speelden om de zevende plaats en de nummers 4 streden om de tiende plaats.

### Groep A
| Datum  | Land              | Score   | Land      |
| ------ | ----------------- | ------- | --------- |
| 18 mei | Tsjecho-Slowakije | 56 – 47 | Bulgarije |
| 18 mei | Frankrijk         | 45 – 28 | Roemenië  |
| 19 mei | Roemenië          | 34 – 33 | Bulgarije |
| 19 mei | Tsjecho-Slowakije | 62 – 44 | Frankrijk |
| 20 mei | Tsjecho-Slowakije | 55 – 28 | Roemenië  |
| 20 mei | Frankrijk         | 49 – 63 | Bulgarije |

| Groep A |                   |             |             |             |            |            |            |        |
| #       | Land              | Wedstrijden | Wedstrijden | Wedstrijden | Doelpunten | Doelpunten | Doelpunten | Punten |
| #       | Land              | G           | W           | V           | V          | T          | Saldo      | Punten |
| 1       | Tsjecho-Slowakije | 3           | 3           | 0           | 173        | 119        | +54        | 6      |
| 2       | Bulgarije         | 3           | 1           | 2           | 143        | 139        | +4         | 4      |
| 3       | Frankrijk         | 3           | 1           | 2           | 138        | 153        | -15        | 4      |
| 4       | Roemenië          | 3           | 1           | 2           | 90         | 133        | -43        | 4      |

### Groep B
| Datum  | Land       | Score   | Land       |
| ------ | ---------- | ------- | ---------- |
| 18 mei | Italië     | 18 – 58 | Hongarije  |
| 18 mei | Oostenrijk | 44 – 21 | Finland    |
| 19 mei | Italië     | 50 – 24 | Oostenrijk |
| 19 mei | Finland    | 28 – 79 | Hongarije  |
| 20 mei | Italië     | 60 – 28 | Finland    |
| 20 mei | Hongarije  | 79 – 21 | Oostenrijk |

| Groep B |            |             |             |             |            |            |            |        |
| #       | Land       | Wedstrijden | Wedstrijden | Wedstrijden | Doelpunten | Doelpunten | Doelpunten | Punten |
| #       | Land       | G           | W           | V           | V          | T          | Saldo      | Punten |
| 1       | Hongarije  | 3           | 3           | 0           | 216        | 67         | +149       | 6      |
| 2       | Italië     | 3           | 2           | 1           | 128        | 110        | +18        | 5      |
| 3       | Oostenrijk | 3           | 1           | 2           | 89         | 150        | -61        | 4      |
| 4       | Finland    | 3           | 0           | 3           | 77         | 183        | -106       | 3      |

### Groep C
| Datum  | Land                           | Score    | Land                           |
| ------ | ------------------------------ | -------- | ------------------------------ |
| 18 mei | Zwitserland                    | 22 – 40  | Polen                          |
| 18 mei | Duitse Democratische Republiek | 4 – 133  | Sovjet-Unie                    |
| 19 mei | Zwitserland                    | 53 – 8   | Duitse Democratische Republiek |
| 19 mei | Sovjet-Unie                    | 64 – 26  | Polen                          |
| 20 mei | Duitse Democratische Republiek | 12 – 96  | Polen                          |
| 20 mei | Zwitserland                    | 12 – 104 | Sovjet-Unie                    |

| Groep C |                                |             |             |             |            |            |            |        |
| #       | Land                           | Wedstrijden | Wedstrijden | Wedstrijden | Doelpunten | Doelpunten | Doelpunten | Punten |
| #       | Land                           | G           | W           | V           | V          | T          | Saldo      | Punten |
| 1       | Sovjet-Unie                    | 3           | 3           | 0           | 301        | 42         | +259       | 6      |
| 2       | Polen                          | 3           | 2           | 1           | 162        | 98         | +64        | 5      |
| 3       | Zwitserland                    | 3           | 1           | 2           | 87         | 152        | -65        | 4      |
| 4       | Duitse Democratische Republiek | 3           | 0           | 3           | 24         | 282        | -258       | 3      |

## Medailleronde

### Groep 1
| Datum  | Land              | Score   | Land        |
| ------ | ----------------- | ------- | ----------- |
| 22 mei | Tsjecho-Slowakije | 65 – 36 | Hongarije   |
| 23 mei | Hongarije         | 41 – 71 | Sovjet-Unie |
| 25 mei | Tsjecho-Slowakije | 29 – 52 | Sovjet-Unie |

| Groep 1 |                   |             |             |             |            |            |            |        |
| #       | Land              | Wedstrijden | Wedstrijden | Wedstrijden | Doelpunten | Doelpunten | Doelpunten | Punten |
| #       | Land              | G           | W           | V           | V          | T          | Saldo      | Punten |
| 1       | Sovjet-Unie       | 2           | 2           | 0           | 123        | 70         | +53        | 4      |
| 2       | Tsjecho-Slowakije | 2           | 1           | 1           | 94         | 88         | +6         | 3      |
| 3       | Hongarije         | 2           | 0           | 2           | 77         | 136        | -59        | 2      |

## Plaatsingswedstrijden 4e-6e plaats

### Groep 2
| Datum  | Land   | Score   | Land      |
| ------ | ------ | ------- | --------- |
| 22 mei | Polen  | 42 – 35 | Italië    |
| 23 mei | Italië | 45 – 50 | Bulgarije |
| 25 mei | Polen  | 36 – 70 | Bulgarije |

| Groep 2 |           |             |             |             |            |            |            |        |
| #       | Land      | Wedstrijden | Wedstrijden | Wedstrijden | Doelpunten | Doelpunten | Doelpunten | Punten |
| #       | Land      | G           | W           | V           | V          | T          | Saldo      | Punten |
| 4       | Bulgarije | 2           | 2           | 0           | 120        | 81         | +39        | 4      |
| 5       | Polen     | 2           | 1           | 1           | 78         | 105        | -27        | 3      |
| 6       | Italië    | 2           | 0           | 2           | 80         | 92         | -12        | 2      |

## Plaatsingswedstrijden 7e-9e plaats

### Groep 3
| Datum  | Land        | Score   | Land        |
| ------ | ----------- | ------- | ----------- |
| 22 mei | Oostenrijk  | 25 – 34 | Zwitserland |
| 23 mei | Oostenrijk  | 15 – 52 | Frankrijk   |
| 25 mei | Zwitserland | 31 – 46 | Frankrijk   |

| Groep 3 |             |             |             |             |            |            |            |        |
| #       | Land        | Wedstrijden | Wedstrijden | Wedstrijden | Doelpunten | Doelpunten | Doelpunten | Punten |
| #       | Land        | G           | W           | V           | V          | T          | Saldo      | Punten |
| 7       | Frankrijk   | 2           | 2           | 0           | 98         | 49         | +49        | 4      |
| 8       | Zwitserland | 2           | 1           | 1           | 65         | 71         | -6         | 3      |
| 9       | Oostenrijk  | 2           | 0           | 2           | 43         | 86         | -43        | 2      |

## Plaatsingswedstrijden 10e-12e plaats

### Groep 4
| Datum  | Land                           | Score   | Land                           |
| ------ | ------------------------------ | ------- | ------------------------------ |
| 22 mei | Finland                        | 45 – 27 | Duitse Democratische Republiek |
| 23 mei | Duitse Democratische Republiek | 15 – 77 | Roemenië                       |
| 25 mei | Finland                        | 35 – 41 | Roemenië                       |

| Groep 4 |                                |             |             |             |            |            |            |        |
| #       | Land                           | Wedstrijden | Wedstrijden | Wedstrijden | Doelpunten | Doelpunten | Doelpunten | Punten |
| #       | Land                           | G           | W           | V           | V          | T          | Saldo      | Punten |
| 10      | Roemenië                       | 2           | 2           | 0           | 118        | 50         | +68        | 4      |
| 11      | Finland                        | 2           | 1           | 1           | 80         | 68         | +12        | 3      |
| 12      | Duitse Democratische Republiek | 2           | 0           | 2           | 42         | 122        | -80        | 2      |

## Eindrangschikking
| Goud   | Sovjet-Unie       |
| Zilver | Tsjecho-Slowakije |
| Brons  | Hongarije         |
| 4      | Bulgarije         |
| 5      | Polen             |
| 6      | Italië            |

| 7  | Frankrijk                      |
| 8  | Zwitserland                    |
| 9  | Oostenrijk                     |
| 10 | Roemenië                       |
| 11 | Finland                        |
| 12 | Duitse Democratische Republiek |

1938 · 
1950 · 
1952 · 
1954 · 
1956 · 
1958 · 
1960 · 
1962 · 
1964 · 
1966 · 
1968 · 
1970 · 
1972 · 
1974 · 
1976 · 
1978 · 
1980 · 
1981 · 
1983 · 
1985 · 
1987 · 
1989 · 
1991 · 
1993 · 
1995 · 
1997 · 
1999 · 
2001 · 
2003 · 
2005 · 
2007 · 
2009 · 
2011 · 
2013 · 
2015 · 
2017 · 
2019 · 
2021 · 
2023